# PK (фільм)
PK, ПК (पीके - Напідпитку) — Боллівудська сатирична комедія з елементами фантастики режисера Раджкумара Гірані. Фільм вийшов на екрани 2014 року. Він отримав найвищий касовий успіх з усіх фільмів у історії Боллівуду. На 6 липня 2020 року фільм займав 248-у позицію у списку 250 найкращих фільмів за версією IMDb.
У 2015 році PK виграв нагороду Filmfare у трьох номінаціях.
ПК є індійська сатирична фантастична комедія. Фільм був створений 2014 року під керівництвом Раджкумара Хирані, виробленого Хирані і Відгу Вінод Чопра, і написано Хирані і Абгіджат Джоші. У фільмі знімалися: Аамір Кхан у головній ролі з Аннушка Шарма, Сушант Сінґг Раджпут, Боман Ірані, Саурабг Шукла, і Санджай Датт у ролі підтримки. Він розповідає історію інопланетника, який прибуває на Землю з дослідницькою місією. Він заводить дружбу з тележурналісткою і розпитує за релігійні догми і забобони.
Фільм отримав позитивні відгуки і став найкасовішим з індійських фільмів усіх часів, і займає 70-е місце серед найкасовіших фільмів 2014 року в усьому світі. PK був першим індійським фільмом, збір якого перевершив 7 млрд рупій у всьому світі. Це був також перший індійський фільм що зібрав більше $ 100 млн (Rs 630 крорів) по всьому світі.

## Продовження
Режисер Хірані підтвердив, що буде знято продовження з Ханом і Ранбіром Капуром у головних ролях. Він сказав: «Ми зробимо продовження. Ми показали Ранбіру [персонажа Капура, який приземляється на планеті] до кінця фільму, тому є що розповісти. Але Абхіджат (Джоші, письменник) ще не написав її. У той день, коли він це напише, ми це зробимо».

## Цитування
"'PK 2' in the works with Ranbir Kapoor: Rajkumar Hirani". The Express Tribune. 22 February 2021. Retrieved 11 April 2021.

"PK 2: Vidhu Vinod Chopra confirms the sequel to the all-time blockbuster; Ranbir Kapoor to step into Aamir Khan's shoes". Bollywood Life. 20 February 2021. Retrieved 11 April 2021.

"PK 2 to star Aamir Khan and Ranbir Kapoor in lead - IndiaTV News". India TV News. 12 March 2015. Retrieved 11 April 2021.
| Фільми | Це незавершена стаття про кінофільм. Ви можете допомогти проєкту, виправивши або дописавши її. |